# Richard Paz
Richard Paz (2 november 1968) is een voormalig Filipijns windsurfer.

## Resultaten
| Jaar | Plaats    | Resultaten      |
| ---- | --------- | --------------- |
| 1988 | Seoel     | 26e Division II |
| 1992 | Barcelona | 31e Lechner     |